# Orestias mundus
Orestias mundus är en fiskart som beskrevs av Parenti, 1984. Orestias mundus ingår i släktet Orestias och familjen Cyprinodontidae. Inga underarter finns listade i Catalogue of Life.